# Malocsay Antal
Malocsay Antal (Alsópél (Bars vármegye), 1790. január 17. – Selmec , 1859. december 15.) teológiai doktor, piarista áldozópap.

## Élete
1809. szeptember 24-én Trencsénben lépett a rendbe , 1814. szeptember 8-án szentelték pappá. Gimnáziumi tanár volt Trencsénben, Breznóbányán és Vácon,  1839-től 1844-ig teológiai tanár Nyitrán kormánytanácsos 1846-tól.

## Műve
- Assertiones ex universa theologia. Pesthini, 1818